# Simblerastes jamaicanus
Simblerastes jamaicanus är en kackerlacksart som beskrevs av Rehn, J. A. G. och Morgan Hebard 1927. Simblerastes jamaicanus ingår i släktet Simblerastes och familjen småkackerlackor.
Artens utbredningsområde är Jamaica. Inga underarter finns listade i Catalogue of Life.